# Дујкери
Дујкер је назив за двадесетак афричких говеда из родова Cephalophus, Philantomba и Sylvicapra, који настањују станишта јужно од Сахаре. Ови родови су обједињени у потфамилију дујкера (Cephalophinae).

## Име
Име потпородице „дујкер” потиче од африканерске речи „duik” или од холандске речи „duiken”. Обе ове речи значе „уронити”, а односе се на навику ових животиња да у потрази за заклоном „урањају” у вегетацију.

## Врсте дујкера
род 
Аботов дујкер, 
Адерсов дујкер, 
Обалски дујкер или црнолеђи дујкер, 
Црни дујкер, 
Црночели дујкер, 
Харвијев дујкер, 
Џентинков дујкер, 
Наталски дујкер или дујкер из црвене шуме, Cephalophus natalensis
Огилбијев дујкер, 
Петеров дујкер или питерсов дујкер, 
Црвени дујкер, 
Рувензоријски дујкер, 
Вејнсов дујкер, 
Белотрби дујкер или белопојасни дујкер, 
Жутолеђи дујкер, 
Зебрасти дујкер, 
род 
Плави дујкер, 
Максвелов дујкер, 
Волтеров дујкер или волтерова антилопа, Cephalophus walteri
род 
Обични дујкер, 

## Дујкери у Зимбабвеу
Две врсте дујкера се јављају у Зимбабвеу: 
- Плави дујкер (Cephalophus monticola) је најмање говедо у Зимбабвеу. Мужјаци су око 30 центиметара високи и теже око 4 килограма док су женке мало веће. У Зимбабвеу живи само у шумама источних планина.
- Обични дујкер (Sylvicapra grimmia) се среће у целом Зимбабвеу. Мужјаци су око 50 cm и теже око 15 kg. Женке су нешто више и теже.